# Ceratocanthus globulus
Ceratocanthus globulus là một loài bọ cánh cứng trong họ Hybosoridae. Loài này được Erichson năm Germar miêu tả khoa học năm 1843.